# Ушанка (порода кур)
Украинская ушанка (также ушанка, русская ушанка, южнорусская ушанка) — одна из пород кур. Относится к породам яичного типа продуктивности, также используется как декоративная птица благодаря своей неординарной, почти экзотической внешности. Относится к так называемым автохтонным («народным») породам Украины и Южной России. Точное происхождение этой породы не установлено.

## Описание
Описание экстерьерных признаков: средней величины голова, лобная кость хорошо развита; кожа на лице красного цвета; гребень небольшой розовидный (реже листовидный); красные ушные мочки закрыты характерными «бакенбардами», подбородок имеет «бородку»; сережки развиты слабо, красные, скрытые под перьями «баков»; клюв крепкий короткий слегка изогнут; шея средней длины; грудь широкая округлая; спина прямая, широкая; туловище длинное плотное; ноги низкие розоватые неоперенные; хвост развит хорошо, у петуха несколько откинут назад. Куры приземисты. Петухи имеют характерную длинную шею, пышный хвост. Оперение густое. Для породы характерна красно-коричневая окраска оперения, также чёрная и редко белая. Благодаря обильному густому оперению и небольшому гребню порода хорошо переносит морозы. Птица также неприхотлива к условиям кормления и содержания, хотя и имеет небольшую продуктивность. Для ушанок, как и для других «приусадебных» кур Украины, характерен сильно развитый инстинкт насиживания, что делает породу непригодной для промышленного использования.

## Продуктивность
Живая масса кур не превышает 2,0, а петухов 2,8—3,0 кг. Яйценоскость за первый год продуктивности достигает 160 яиц, в дальнейшем снижается. Главным недостатком породы является её мелкояичность так как масса яйца ушанок редко превышает 50 граммов. Окраска скорлупы яйца светло-сливочная. Сохранность взрослой птицы достигает 89 %, молодняка 86 %. Куры породы приступают к яйцекладке в 6-месячном возрасте, что происходит позднее чем куры других яичных пород (4,5—5,0 мес). Породу разводят преимущественно в индивидуальных хозяйствах на Украине и юге России. Однако, в результате скрещиваний с местными беспородными курами, имеется тенденция к сокращению чистопородной популяции ушанок, которая по переписи 1990 года сократилась до 200 голов. Факт постепенной утраты породы был отмечен в журнале «Птицеводное хозяйство» в ещё в 1912 году. Порода частично сохраняется в коллекционариях как генетический резерв.